# 청암초등학교
청암초등학교는 대한민국 경기도 파주시에 있는 공립 초등학교이다.

## 학교 연혁
- 2001년 9월 1일 : 개

```
 
2023년 봄
 : 별관2 공사 완료                                                                                                           
2023년
 
9월 8일
 : 장애인권교육
 
2023년
 
10월 6일
 :과학실 공사
 
2023년
 
겨울
 : 본관 공사                                                                                                                  2024년 10월 15~17일 : 운동회
```

## 참고 자료
- 청암초등학교 - 한국교육학술정보원 학교알리미